# جریان اشباع معکوس
جریان اشباع یا جریان نشتی یا به طور دقیق جریان اشباع معکوس (به انگلیسی: reverse saturation current) که با IS یا IR نشان داده می‌شود، جریانی است که در شرایط بایاس معکوس، از دیود یا هر پیوند PN دیگری (مانند پیوند بیس-کلکتور ترانزیستور که به طور معکوس بایاس می‌شود) عبور می‌کند.
مقدار این جریان وابسته به دماست و به ولتاژ معکوس دیود بستگی بسیار کمی دارد، اگر دیود وارد ناحیه شکست شود در این حالت، جریان اشباع شدیداً و به طور ناگهانی افزایش پیدا می‌کند. مقدار این جریان در المان‌های مختلف متفاوت است.
در دیود معمولی و در دمای اتاق، مقدار جریان نشتی در حدود چند میکرو آمپر است و می‌توان از آن صرف نظر کرد. علت به وجود آمدن جریان اشباع معکوس، نفوذ الکترون‌ها و حفره‌ها از دو طرف لایه سد به درون این لایه و سپس رانده شدن آنها به سمت مقابل توسط میدان الکتریکی موجود در لایه سد است. این جریان وابستگی شدیدی به دما دارد. به طور تجربی می‌توان گفت که به ازای ۱۰ درجه افزایش دما مقدار این جریان دو برابر می‌شود.